# 德国国营铁路119型柴油机车
德国国营铁路119型柴油机车（德語：DR-Baureihe 119）是罗马尼亚为德国国营铁路所生产的一款柴油机车型号。在德国铁路股份公司自1994年起成立后，它们被重定型为219型。

## 历史
119型机车是德国国营铁路根据此前已获得成功的118型机车的基本概念而开发的一款柴油机车。自20世纪70年代末起，德国国营铁路亟需这样一款带有电力供暖、轴重低于16吨、并且功率大于2,000匹马力的机车。由于民主德国的经济限制，经济互助委员会决定不在该国生产功率大于1,500匹马力的柴油机车。而苏联的机车制造商几乎仅供应重载机车（130-132型及142型）。因此，也希望采取模块化设计原则、设于罗马尼亚的布加勒斯特八月二十三日机车厂成为了唯一的机车制造商。后者还同意在机车中安装由民主德国生产的柴油发动机。然而因民主德国国家计划委员会的协调问题，这些发动机的安装计划并没有实现。为了完成使命，布加勒斯特工厂获得授权生产安装了联邦德国厂家MTU的发动机。经互会的其它成员国也获得了相应的零部件供应任务，其中民主德国负责生产机车的液压传动系统和主传动系统。
从1976年至1985年，德国国营铁路共接收了200台119型机车。机车的运用从一开始便暴露出了许多缺陷和问题。在初期阶段，机车的返厂维修率高达50%。
在投入使用之前，德国国营铁路对个别机车进行了大量的改造和维护工作（主要是在德累斯顿车辆段），这也被维修人员戏称为“德国化”（或）工程。最主要的问题是部分购入的机车质量实在令人难以接受——严格来说，只有序列编号在028号以后的机车可以被称为“批量生产”。机车的高敏感性迅速导致了零部件相继发生问题。当局试图将这些问题依照“合二为一”的原则来改善。其设想原理是提供两个相对独立的传动机组，以满足德国国营铁路的实际情况。例如，当有第二台机车发生发动机故障，它可以在维修车间不断的更换发动机，并可再次重新投入运营状态。这也导致了机车出现众多非自愿性“备件源”的情况。这些机车在部分时间内得到了更高的维护保养级别。

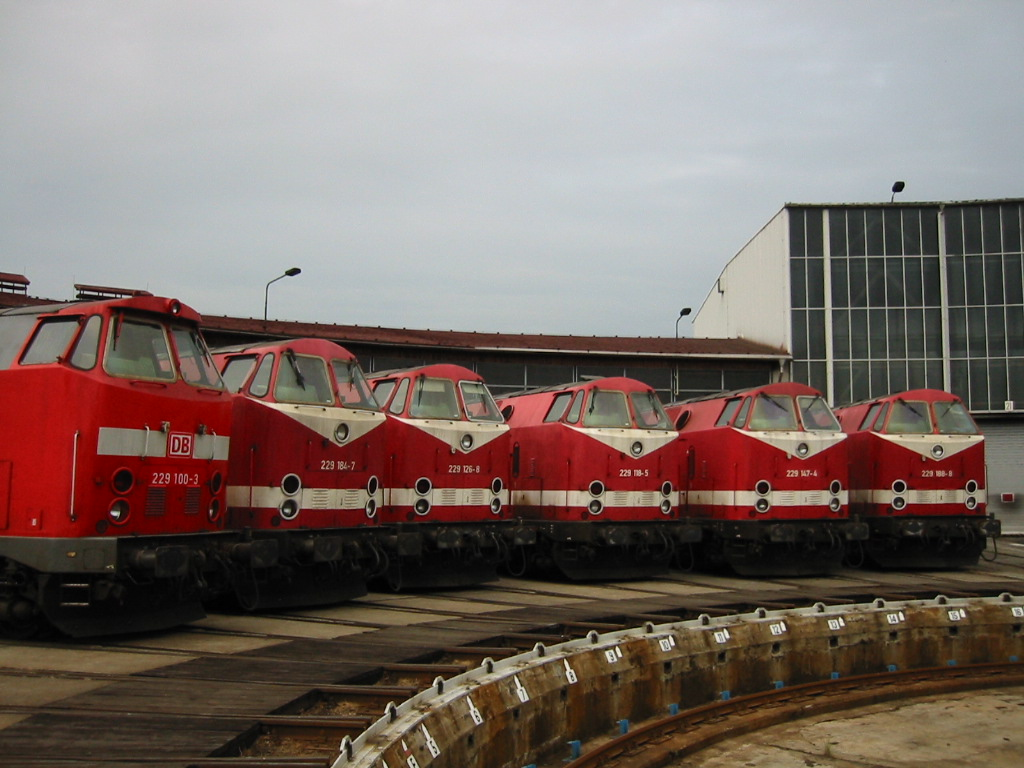
“潜艇机队”于格拉（2002年）

在采购合同中，德国国营铁路获得了迈巴赫M 820 SR型发动机的特许生产互换资格，它们将根据需求由民主德国以12KVD的型号生产。这些安排使得机车进行了广泛的改造，其中除了柴油发动机安装了1,225匹马力（900千瓦）的12KVD21-AL4型之外，轴悬挂和其它容易发生故障的部件均已被替换为自行生产的组件。这也使得故障相对减少，然而大多数机车仍录得20%至30%的返厂维修率。由于这一系列机车的高故障率，它们也很快获得了“潜艇”的绰号（因为机械室的圆型窗以及经常需要“潜入”维修车间），甚至还被人们嘲讽为“喀尔巴阡惊恐”（Karpatenschreck）或“齐奥塞斯库的报复”（Ceaușescus Rache）。伴随着2,700匹马力的额定功率，119型机车成为了德国国营铁路最强大的机车，它们也可以很方便的在支线铁路中使用，因其最大轴重仅为16吨。
配备现代化部件的119型机车原计划是用于取代既有老化的118型机车，但最终未能实现。与此相反的是，119型机车在实践中甚至仅能作为118型机车的备件源使用。至20世纪90年代初，所有机车均再次更换为最新的发动机版本——带有1,500匹马力（1,100千瓦）的12KVD21-AL5型发动机，并调整了齿轮传动比，因此目前机车可用的额定牵引功率为2,400匹马力（1,800千瓦）。

### 229型

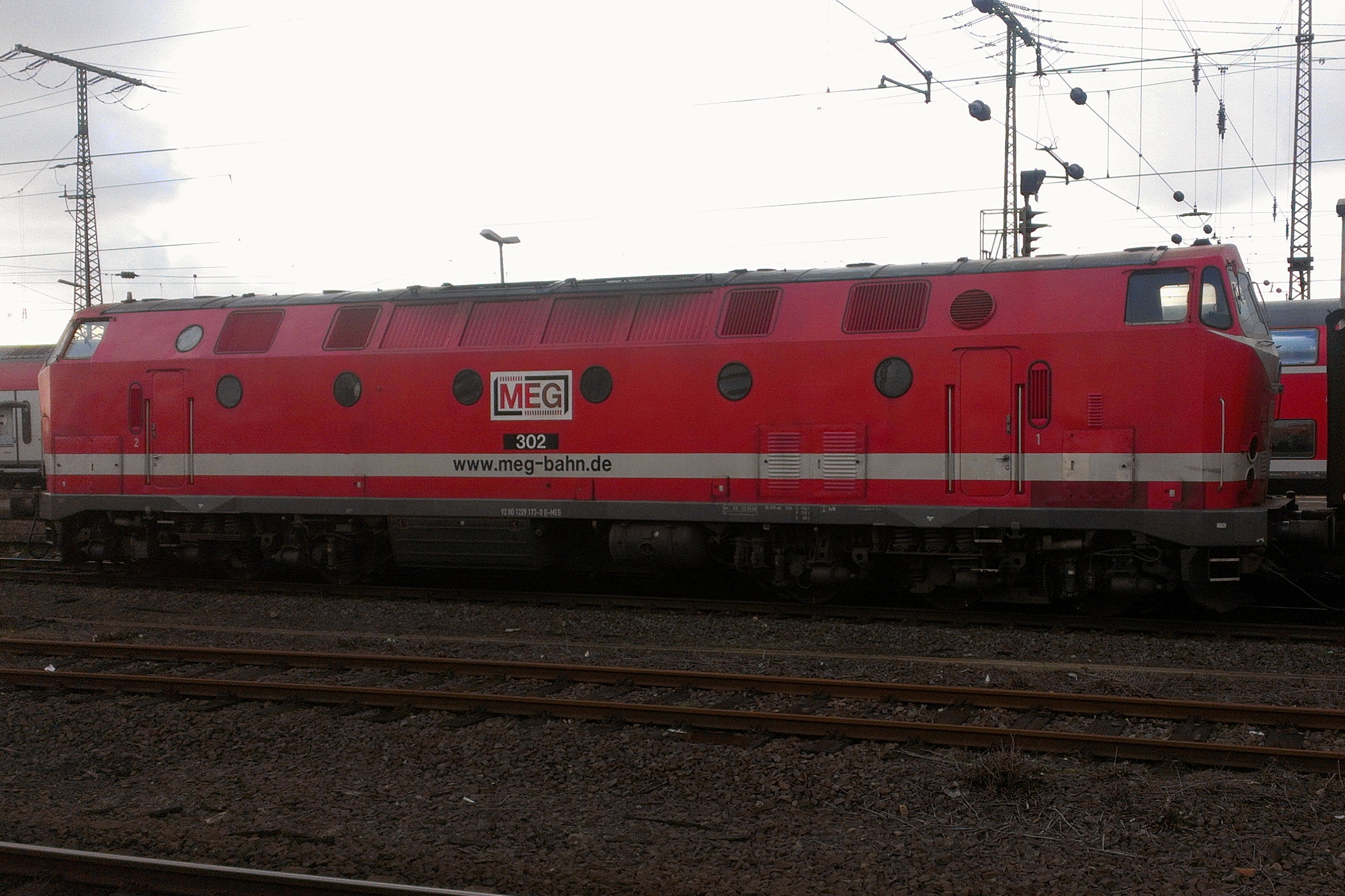
中德铁路（MEG）的229 173号机车于杜伊斯堡（2012年）

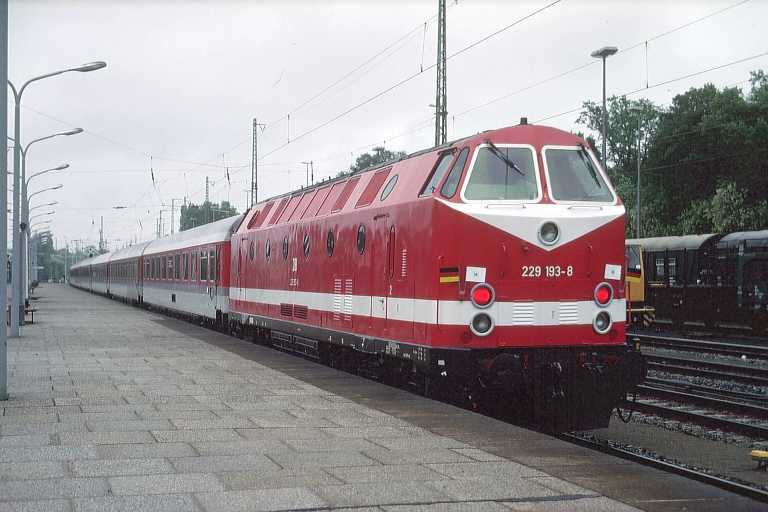
229 193号机车牵引城际列车于柏林（1993年）

随着德国国营铁路及德国联邦铁路的合并，这一系列机车再次进行了现代化改造的尝试。有20台序列号相连的机车在埃森的克虏伯工厂被完全重建。除了通过使用其它发动机获得的显著性能提升外，这些车辆的最高速度也被提升至140公里/小时，它们还能够用于从柏林到发的城际列车运输，因为此时原德国国营铁路辖下的干线铁路尚未完全实现电气化。尤其是当柏林城市铁路进行电气化改造期间，229型机车会在波茨坦附近的米兴多夫车站将ICE列车的乘客通过城际列车编组经由柏林城市铁路运送至柏林市中心。而在柏林城市铁路通电之前，ICE列车的乘客会被分流至柏林外环铁路的柏林-利希滕贝格车站。
由于现代化改造的成本几乎超过了新造机车的价格，因此这项尝试在首批改造后即宣告终止。这些机车获分配了229型的型号，并驻扎在柏林-潘科。至1995年，所有机车被运往图林根州的埃尔福特，并于2001年中全部退役。部分229型机车则仍由德铁铁路制造或中德铁路有限公司（Mitteldeutschen Eisenbahn GmbH，简称MEG）继续使用。

### 219 158号
2001年，开姆尼茨维修车间对机车进行了最后一次改造。在那里，机车重新更换了一个全新的德铁标准化驾驶室、两台（各自）额定功率为1,500千瓦、由卡特彼勒提供的新款发动机，以及其它的新功能设计。这台样机（219 158号）是独一无二的，因为运营商德铁区域运输对柴油机车已不再感兴趣，并已决定全面转化为动车组。仅有的这台机车于2003年被移交至德国铁路博物馆，并在那里以119 158号机车的名义担当特别列车的牵引任务。它获得了德国国营铁路的经典涂装及字样，目前驻扎在柏林舍讷维德车辆段。

## 构造

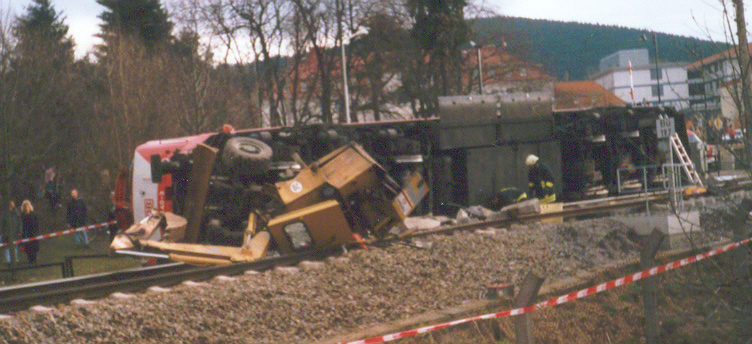
在伊尔默瑙出轨的219型机车（2000年）

119型机车是由一个带有三轴转向架的钢结构焊接而成。两台柴油发动机分别设于两端驾驶室的后部，并通过设于驾驶室下部的两台液压传动系统输出动能。两台液力变扭器在120公里/小时的速度中会有较大的分差，机车的牵引力特征曲线会受此影响。
在发动机之间是一台加热器，它由两台发动机通过液力联轴装置直接驱动。这种实际上是刚性连接的双驱动方式从一开始便发生了问题，无论是采用原始的伍德沃德柴油机控制或是后来的电子控制。加热器的上方安装有冷却装置。相比之下，加热器采用的是当时最先进的技术。它是一个带有直流电压中间回路晶闸管变频器，也可以为车辆提供无功电流。
自1990年代中期开始，所有机车均在开姆尼茨车辆段加装了时刻复用动力集中式/时刻复用双机重联式列车控制设备（ZWS/ZDS）。一部分机车还额外获得了计算机柜。速度级控制也已装备了新的设备，它们已被改造为上下推杆控制器。从116号机车起，第三盏前照灯不再设于机车上方，而是在挡风玻璃下方，突前的屋檐也被前廊窗口所取代。

## 涂装
119型机车在从工厂交付时是使用一款亮红色作为标准色。在进行段修停留时，又有部分机车根据德国国营铁路的配色方案被重新漆成波尔多红色。腹带则维持浅象牙色作为标准色，而车顶延伸至端面的三角区域也采用相同的颜色。车架是黑色的，走行部则为灰色。在后来，车架连同前保险杠也被漆成灰色。自1984年起，一些机车采用了所谓的节约涂装，腹带仅附着在端部。在过渡到德国铁路股份公司后，这些车辆转而漆以东方红色的配色方案并配以白色的围兜。自1997年末起，它们又跟随采用交通红色的涂装方案，并在前端配以白色的条纹。除了转化为229型的20台机车外，还有另外11台219型机车也采用了这款涂装。

## 运用
119型机车在德国国营铁路时期配属的传统运用车间分别位于普罗布斯策拉、萨尔费尔德、哈勒、格拉、厄比斯费尔德、萨尔茨韦德尔、哈尔伯施塔特和什未林，其中哈尔伯施塔特曾在若干年中不再驻扎有这款机车。直至1997年，随着232型机车投入德铁货运使用，使得再有空余的219型机车被送至当地。同时，219型机车的时代已宣告结束。大部分机车从2000年中期至2004年被报废拆解（主要发生于埃斯彭海恩、罗肯苏施拉、科隆及开姆尼茨维修车间）。

## 现况

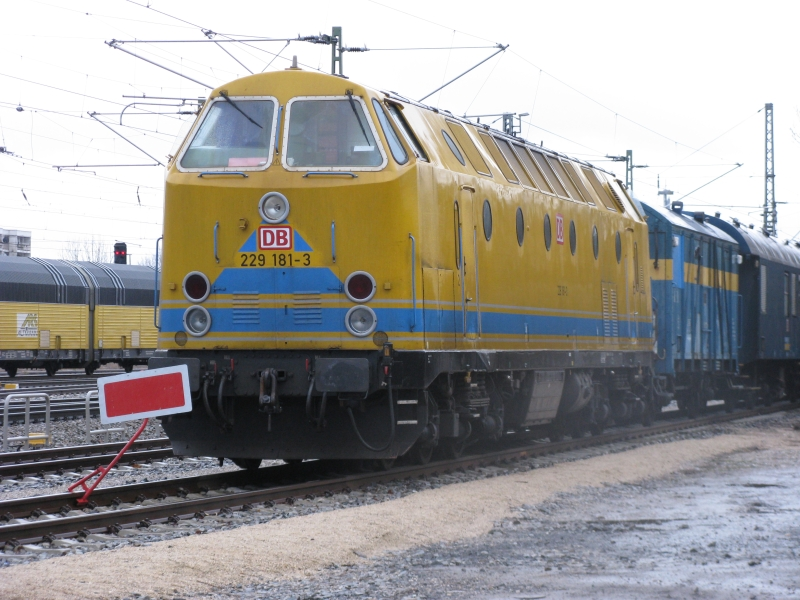
229 181号机车于慕尼黑（2009年）

在全部119/219/229型机车中共有6台样本被博物馆所拥有（219 003号、084号、158号以及229 100号、188号、199号），此外，还有12台机车被交付至德铁辛克铁路设于罗马尼亚及保加利亚的子公司，它们直至2012年仍被用于牵引货运列车。
4台229型机车（100号、126号、147号及181号）被漆成黄色，并在德铁网络作为轨道工程车使用。其中229 100号及126号仅在短暂的使用后便被封存，229 147号及181号则时至今日（截至2013年春季）仍在使用。229 100号机车目前作为非运行状态的馆藏机车被封存于图林根，而229 126号则在2012年于不来梅被废弃。
此外，中德铁路（MEG）也接收了4台229型机车。期间229 120号和173号仍在使用（截至2013年春季），229 184号和199号则作为备件源被拆除。229 199号目前已作为馆藏机车被恢复了其原始的配色方案，但仍然可以作为两台仍在运营中的机车的备件源。